# ソニック ラッシュ アドベンチャー
ソニック ラッシュ アドベンチャー(Sonic Rush Adventure)は、2007年10月18日、セガより発売されたニンテンドーDS用アクションゲーム。2005年に発売された『ソニック ラッシュ』の続編にあたる。
前作同様のアクションパートに加え、今作では新たに、海を乗り物に乗って移動するアドベンチャーパートが追加された。また、ニンテンドーWi-Fiコネクションにも対応し、ワールドランキングへの参加や、世界中のプレイヤーとの対戦も可能となった。

## ストーリー
ソニックとテイルスがトルネード（と思われる飛行機）に乗って高エネルギーの発信源を探っている最中に突然、竜巻に巻き込まれ知らない島に流れ着いた。2人はそこで出会った少女・マリンの願いを聞き入れると同時に、自分たちの現在地を突き止めるべく情報を集めに冒険にでる。

## ゲームシステム

### ゲーム上のルール
本作は「サザン島」という島を主な活動拠点とし、ソニックやテイルス、ブレイズらの会話等のイベントを見ながら、テイルスが開発してくれる乗り物を用いて未だ見ぬ島を目指し、島に到着した後は従来通りのハイスピードアクションが展開される、というしくみである。物語上重要な島には2つのアクトとボス戦がある他、1つのアクトしかない島がある。前作と同じくプレイヤーキャラクターはソニックとブレイズだが、両キャラで物語や冒険するゾーンの順番が異なっていた前作に対し、本作では一本化されている。

### アドベンチャーパート
サザン島や、ボスを倒して完全制圧した島などを拠点とし、乗り物を用いて航海するパート。新しいアクションゾーンはこのパートで探す。乗り物を選び、海図に航路を指定して、乗り物をDSの下画面で操作しながら、目標地点へ進む。以下に乗り物についての紹介を記す。なお、乗り物の多くはタッチペンを用いる必要あり。
ウェーブサイクロン号（水上バイク）
最初に手に入る乗り物で、小回りが利くのだが長距離航海には向いていない。画面タッチでアクセルや左右操作する。ジャンプ台に差し掛かると、画面に出た方向にタッチペンをスライドすることによってトリックを繰り出す。成功したトリックや拾ったリングはブーストゲージに還元され、スーパーブースト感覚で使える。
オーシャントルネード号（大型帆船）
風の力で進む帆船。ウェーブサイクロン号より遠出に向いている。船の操作はテイルスがしてくれるので、プレイヤーであるソニックは、敵の迎撃を行う。連射出来る「ガン」、威力が高い「キャノン」、広範囲攻撃の「フレイム」の3種類の武器を切り替えながら、ダメージを受けないようにする。
アクアブラスト号（ホバークラフト）
浅瀬や流氷地帯なども進めるホバークラフトで、オーシャントルネード号より拠点に出来る箇所が多い。画面タッチで左右操作するほか、画面を細かく叩いたり、タッチし続けると連射/チャージショットが発射可能。スピンアタックで敵弾の迎撃や直接攻撃が出来る。
ディープタイフーン号（潜水艇）
航行距離がとても長い潜水艇だが、浅い所には航路を指定できない。オーシャントルネード号同様、ソニックは敵機の迎撃を行う。敵に点灯したマーカーが白くなったと同時にタッチすると迎撃する。矢印があるものは、タッチ開始後迎撃できるまでタッチペンをスライドする。
なお、乗り物はアクションパートで入手した「マテリアル」を必要数集めてテイルスに開発してもらうものとなっている。

### アクションパート
前作同様ゴールを目指す。アドベンチャーパートから来た場合はイベントが発生したり、ボス戦を行うことがある。アクトクリア、ボスクリアにしても、クリアランクに応じてそのゾーンで入手出来る「マテリアル」が入手できる。ブレイズ加入後は、開始前にソニックかブレイズのどちらかを選択してプレイすることになる。

### カオスエメラルド・ソルエメラルド
カオスエメラルドは、海を乗り物で移動中に出くわすジョニーと戦い勝利すると手に入る。負けたところでペナルティは無いので何度も挑戦できる。
ソルエメラルドは、前作ではストーリーの進行とともに自動的に入手できたが、今作ではゲームを進めると特定のミッションを追加され、そのミッションをクリアすることで手に入る。
全てのゾーンをクリアし、合計14個の両エメラルドを全て入手することで、真のラスボスと戦える隠しステージ・EXTRA ZONEをプレイする事が可能。

## キャラクター

### プレイヤーキャラクター
ソニック・ザ・ヘッジホッグ
声優：金丸淳一
主人公。最初から使用可能。サザン島で出会ったマリンの願いを叶えるべく冒険に出発する。
スピンダッシュやホーミングアタック、スーパーブーストといった前作同様のアクションが使える。スーパーブーストは、ブレイズのファイアーブーストに比べるとかなり速い。だが、トリックアクションの行動範囲はブレイズに劣っており、前作同様に低い。
ブレイズ・ザ・キャット
声優：高森奈緒
ソルエメラルドを守護する異世界の皇女。ゾーン3のクリア後に使用可能。今回はある目的のためにソニック達と再会し、彼らの冒険に同行する。
ソニック同様前作とほぼ同じアクションが使える。ファイアーブーストはソニックのスーパーブーストに比べ若干遅め。アクセルトルネードは、ソニックのホップジャンプよりも高く跳ぶことが可能。

### その他のキャラクター
マイルス "テイルス" パウアー
声優：広橋涼
ソニックの弟分。今作でも持ち前の発明力を駆使してソニックやブレイズの冒険をサポートをする。サザン島では、マリンの家にいる彼に話しかけることで様々な乗り物を発明するほか、アドベンチャーパートではオーシャントルネード号やディープタイフーン号の操縦を務める。
マリン・ザ・ラクーン
声優：なし
サザン島の風車村に住むアライグマの少女。冒険に強い憧れを抱き、ソニック達の冒険に同行する。サザン島では、マリンの家にいる彼女に話しかけることでミッションモードをプレイすることが出来る。
ウィスカー船長
声優：ふくまつ進紗
ソニック達の行く先々で冒険の邪魔をする海賊のボス。ロボットでありながら大きなヒゲを自慢としている。短気で抜けた所が多く、ミニとマムという2人組の子分のロボットを従えて行動している。「～のだ」が口癖。
ジョニー
声優：根本幸多
サメ型のロボットの海賊。スピード狂でソニックをライバル視し、何度もレースで勝負に挑んでくる。彼との勝負に勝つことでカオスエメラルドが入手できる。「プリンスオブスピード」や「電光石火のジョニー様」といった自称の通り名を複数持つ。ウィスカー船長と協力し、ボスとして登場することもある。
Dr.エッグマン
声優：大塚周夫
今作もエッグマンランドを作る目的で、異世界の力を手に入れるため、エッグマンネガに協力している。ある条件を満たすと物語の終盤に登場。
エッグマンネガ
声優：なし（台詞は全てエッグマンが喋っているため）
今作の黒幕である条件を満たすと物語の終盤に登場。本作でもエッグマンを唆し、悪事を働いている。エッグマンはエッグマンランドを作るに対し、エッグマンネガはブレイズの世界を崩壊させようと企んでいる。

## ステージ
ZONE1 プラントキングダム
ボスは「ゴーストレックス」。
ZONE2 マシンラビリンス
ボスは「ゴーストペンデュラム」。
ZONE3 コーラルケイヴ
ボスは「ゴーストクラーケン」。
ZONE4 ホーンテッドシップ
ボスは「ゴーストパイレート」。
ZONE5 ブリザードピークス
ボスは「ゴーストホウェイル」。
ZONE6 スカイバビロン
ボスは「ゴーストコンドル」。
ZONE7 パイレーツアイランド
ボスは「キャプテンウィスカー&ジョニー」。
FINAL ZONE ビッグスウェル
ボスは「ゴーストタイタン」。
EXTRA ZONE ディープコア
ボスは「エッグウィザード」。

## 音楽
本作の楽曲のうち、いくつかは大谷智哉が担当した。
大谷はソニックチャンネルのブログの中で、「前作よりも1曲あたりの容量が限られていたため、楽曲制作は（ボクシングにおける）試合前の減量との戦いのようだった。」と振り返っている。
のちに本作のサウンドトラックは『ソニック ラッシュ アドベンチャーOST 』という題名で発売された。